# Обинья
Обинья́ (фр. и окс. Aubignas) — коммуна во Франции, находится в регионе Рона — Альпы. Департамент коммуны — Ардеш. Входит в состав кантона Вивье. Округ коммуны — Прива.
Код INSEE коммуны 07020.

## Население
Население коммуны на 2008 год составляло 390 человек.
| 1962 | 1968 | 1975 | 1982 | 1990 | 1999 | 2008 |
| ---- | ---- | ---- | ---- | ---- | ---- | ---- |
| 158  | 208  | 230  | 246  | 308  | 337  | 390  |

## Экономика
В 2007 году среди 249 человек в трудоспособном возрасте (15-64 лет) 169 были экономически активными, 80 — неактивными (показатель активности — 67,9 %, в 1999 году было 61,6 %). Из 169 активных работали 148 человек (83 мужчины и 65 женщин), безработных было 21 (7 мужчин и 14 женщин). Среди 80 неактивных 20 человек были учениками или студентами, 35 — пенсионерами, 25 были неактивными по другим причинам.

## Достопримечательности
- Романская церковь XI века
- Руины крепостных стен